# MVC
MVC (viết tắt của Model-View-Controller) là một mẫu kiến trúc phần mềm để tạo lập giao diện người dùng trên máy tính. MVC chia một ứng dụng thành ba phần tương tác được với nhau để tách biệt giữa cách thức mà thông tin được xử lý nội hàm và phần thông tin được trình bày và tiếp nhận từ phía người dùng.
Khi sử dụng đúng cách, mẫu MVC giúp cho người phát triển phần mềm cô lập các nguyên tắc nghiệp vụ và giao diện người dùng một cách rõ ràng hơn. Phần mềm phát triển theo mẫu MVC tạo nhiều thuận lợi cho việc bảo trì vì các nguyên tắc nghề nghiệp và giao diện ít liên quan với nhau.
Trong mẫu Model-View-Controller, mô hình (model) tượng trưng cho dữ liệu của chương trình phần mềm. Tầm nhìn hay khung nhìn (view) bao gồm các thành phần của giao diện người dùng. Bộ kiểm tra hay bộ điều chỉnh (controller) quản lý sự trao đổi giữa dữ liệu và các nguyên tắc nghề nghiệp trong các thao tác liên quan đến mô hình.